# Dudelberg
Der Dudelberg ist ein 435,1 m hoher Berg im Ortsteil Hallungen der Landgemeinde Südeichsfeld im Unstrut-Hainich-Kreis in Thüringen.
Der teilweise bewaldete Berg soll in frühgeschichtlicher Zeit ein Kultplatz zur Anbetung germanischer Götter gewesen sein. Die spätmittelalterliche Wüstung Dudel mit den Grundmauern der Dudelkirche befindet sich am Südwestrand des Berges in der Flur von Nazza.